# Accident d'un Airbus A400M à Séville
Le 9 mai 2015 à 12 h 57 heures locales (10:57 GMT), un Airbus A400M Atlas destiné à l'armée de l'air turque s'écrase près de l'aéroport de Séville, peu après le décollage pour son premier vol en sortie de l'usine d'assemblage d'Airbus, faisant quatre morts et deux blessés graves.

## Déroulement du vol
L'A400M Atlas, indicatif CASA423, décolle de l'aéroport San Pablo à 12:54 locales (10:54 GMT) avec six membres d'équipage : deux pilotes, un mécanicien navigant et trois ingénieurs d'essai, tous espagnols et travaillant pour Airbus, dont trois détachés de l'armée de l'air espagnole.
À peine plus d'une minute après, il atteint la hauteur de 1 725 pieds (526 m) à la vitesse de 173 nœuds (320 km/h) puis redescend, perdant 1300 pieds en une minute, en gardant une vitesse de 160 kt environ, et en accentuant son virage à gauche pour revenir vers l'aéroport. Il ne dispose pas de l'altitude suffisante pour y parvenir et effectue un atterrissage de fortune dans un champ, 3 km au nord-est de l'aéroport, dans la commune de La Rinconada. Quelques mètres après avoir touché le sol, il heurte une ligne à haute tension et prend feu avant de s'immobiliser, après seulement trois minutes de vol.
L'équipage a annoncé à la tour une difficulté technique et obtenu l'autorisation pour un atterrissage d'urgence, sans déclarer l'état de détresse, avant de signaler qu'il lui serait impossible d'atteindre la piste.
L'A400M est presque entièrement réduit en cendres. Une épaisse fumée noire s'élève, visible de toute la ville. La destruction de la ligne électrique entraîne la coupure du courant dans la ville voisine de Carmona.

## Secours
Les pompiers de l'aéroport, ceux de Séville, la police et la Guardia Civil dépêchés sur les lieux retrouvent quatre morts et deux blessés graves, que trois personnes arrivées avant les secours avaient déjà aidés à sortir de l'épave et aussitôt évacués en hélicoptère. Plus de 250 personnes ont été mobilisées.

## Équipage
L'équipage était composé de six personnes dont quatre sont mortes :
- le pilote d'essai Jaime de Gandarillas Rodriguez, 44 ans, lieutenant-colonel de l'armée de l'air espagnole, breveté pilote de chasse en 1993, formé pilote d'essai aux États-Unis en 2001 et travaillant pour Airbus depuis 2011[13] ;
- le copilote Manuel Regueiro Muñoz, dit Manu, pilote de transport militaire breveté en 1997, chez Airbus depuis 2011[14] ;
- l'ingénieur de vol Jesualdo Martínez Ródenas, 44 ans, par ailleurs commandant et pilote militaire[15] ;
- l'ingénieur de vol Gabriel García Prieto, ingénieur d'essais chez Airbus depuis 2008, titulaire d'un master essais en vol et certification de l'Université polytechnique de Madrid[16] et diplômé expérimentateur navigant d'essais à l'EPNER en 2014.

Et deux grièvement blessées :
- le mécanicien de vol Joaquín Muñoz Anaya[15], ancien de l'armée de l'air, embauché par Airbus pour participer aux essais de l'A400M[16] ;
- l'ingénieur de vol José Luis de Augusto Gil[15], ingénieur aéronautique diplômé de l'université de Séville, récompensé en 2008 par un prix spécial du concours universitaire Arquímedes pour son étude d'un générateur de trajectoires globales pour avions de ligne qui calcule en temps réel les trajectoires de tous les avions dans le monde pour les optimiser et prévenir les conflits, et ainsi économiser du carburant ; également titulaire de la licence de pilote professionnel[17].

## Avion
C'était le premier vol de l'A400M MSN 023, le 21e exemplaire à voler, le premier des vols de vérifications préalables à sa livraison à l'armée de l'air turque prévue en juin 2015.
Il s'agit du premier accident d'un A400M, programme européano-turc destiné à succéder notamment au Transall franco-allemand, dont l'origine remonte à 1991 (Future Large Aircraft), le lancement officiel à 2003, le premier vol à 2009 et l'entrée en service en 2013, après de sérieuses difficultés (trois années de retard, dépassement de budget de 7,7 milliards d'euros, retards et pannes à la livraison) qui ont failli entraîner l'abandon du programme. Son coût est de 165 millions d'euros.
À la date de l'accident, 174 exemplaires sont commandés par huit pays différents : Allemagne, France, Espagne, Royaume-Uni, Turquie, Belgique, Luxembourg et Malaisie. Douze A400M ont déjà été livrés (six à la France, deux à la Turquie et au Royaume-Uni, un à l'Allemagne et à la Malaisie), alors que deux des prototypes ont été retirés du service et que quatre appareils volent encore pour les essais aux mains d'Airbus.

## Réactions
L'aéroport est fermé à 13 h 15, les pompiers étant tous mobilisés par l'accident ; il rouvre à 14 h 50, trois vols étant déroutés vers Jerez et Malaga.
Par mesure de précaution, l'Allemagne, la Malaisie, la Turquie et le Royaume-Uni ont suspendu les vols de leurs A400M. La France a maintenu les vols « extrêmement prioritaires » de ses théâtres d'opérations. Les Airbus sortis d'usine à Séville et non encore livrés ont été interdits de vol. Airbus reprend le 12 mai les vols d'essai par un vol de Toulouse à Séville auquel participe Fernando Alonso (en), le président de la branche Military Aircraft d'Airbus Defence and Space.
Le président du gouvernement espagnol, Mariano Rajoy, a exprimé ses condoléances et immédiatement suspendu sa campagne des élections régionales et municipales du 24 mai (comme tous les partis politiques espagnols) pour rencontrer sur place les proches de l'équipage et pour féliciter un agriculteur ayant fait preuve d'héroïsme en aidant les blessés à sortir de l'épave. Il a exprimé ses craintes pour l'industrie espagnole, en particulier pour l'avenir de l'usine Airbus de Séville et a demandé à Airbus la totale transparence dans l'analyse de l'accident.

## Enquête
Une commission d'enquête mixte des ministères de l'équipement et de la défense a été créée, en collaboration avec l'industrie, incluant initialement la CIAIAC qui s'est dessaisie de l'enquête le 14 mai au profit de son homologue de l'armée de l'air espagnole, la commission d'enquête technique pour les accidents d'aéronefs militaires (CITAAM). La police judiciaire de Séville est chargée de l'enquête judiciaire.
Le 10 mai, les enregistreurs de vol sont retrouvés, sérieusement endommagés par le choc et l'incendie et a priori exploitables. Ils sont confiés pour dépouillement à l'homologue français du CITAAM, le Bureau enquêtes accidents défense air (BEAD-Air). Le 18 mai, les boîtes noires sont envoyées chez leur constructeur L-3 Aviation Recorders aux États-Unis car  les données n'ont toujours pas pu être lues en raison d'une incompatibilité informatique.
Selon la presse allemande, citant l'un des survivants, trois des quatre moteurs de l'avion seraient tombés en panne, ce qui semble cohérent avec la forte descente à vitesse constante relevée par l'le système de surveillance du contrôle aérien (ADS-B). Cette situation ne proviendrait pas de défaillances des moteurs ; elle pourrait avoir été causée par un défaut d'alimentation en carburant, lui-même lié à un bug informatique.
Le 19 mai 2015, à la suite de la découverte d'une anomalie potentielle (sans lien avec l'exploitation des boîtes noires), Airbus DS a transmis à ses clients A400M une note d'alerte demandant d'effectuer des contrôles de l'unité de commande électronique FADEC (Full Authority Digital Engine Control) des moteurs. Ces vérifications ont écarté tout risque que la cause de l'accident se reproduise sur les douze A400M livrés,. 
Selon une déclaration de Marwan Lahoud, directeur de la stratégie d'Airbus Group, les première analyses des boîtes noires, ont confirmé que l'accident n'est pas dû à une erreur de pilotage ni à un défaut de conception de l'avion, mais à « un sérieux problème de qualité dans l'assemblage final » ; le programme de contrôle des moteurs aurait été mal installé, provoquant leur panne.
Le 3 juin, Airbus DS confirme une mauvaise réponse des moteurs 1, 2 et 3 aux commandes de l'équipage. Les trois moteurs sont d'abord restés bloqués à la puissance de décollage, malgré la réduction des gaz, jusqu'à ce que les manettes des gaz soient en position de ralenti ; ils sont alors à nouveau restés bloqués, cette fois au ralenti, sans que les pilotes parviennent à retrouver de la puissance. Le moteur 4 (extérieur droit) et tous les autres systèmes ont fonctionné correctement.
Le scénario privilégié est l'absence de données critiques dans le logiciel du calculateur de commandes électroniques (ECU), avec de mauvais paramètres de calibration du couple des hélices, pour chacun de ces trois moteurs. Selon la conception même de l'A400M, le logiciel « gèle » alors la puissance des moteurs, pour les protéger d'un surrégime, ne permettant que la réduction des gaz. Aucune alarme n'avertit l'équipage lorsque l'avion est au sol : elle se manifeste quinze secondes environ après le décollage (en passant 400 pieds). Cette anomalie est celle signalée le 19 mai ; elle avait été examinée en 2014 et le logiciel avait été certifié, étant donné les vérifications prévues et le peu de probabilité qu'elle se produise simultanément dans plusieurs moteurs.

## Rétablissement des vols
Le 11 juin, les autorités espagnoles lèvent l'interdiction des vols d'essais à Séville. Les vols de démonstration d'un prototype de l'A400M au salon du Bourget à partir du 15 juin ont été maintenus. La livraison du premier appareil après l'accident, portant le numéro de série (le MSN) 019, a été effectuée le 19 juin  à  l'Armée de l'air française,. Cette dernière lève officiellement les restrictions de vol de ses appareils le 25 juin 2015.